# Aeroportul Internațional Sri Guru Ram Dass Jee
Aeroportul Internațional Sri Guru Ram Dass Jee (IATA: ATQ, ICAO: VIAR) este un aeroport din Rajasansi⁠(d), Amritsar district⁠(d), Jalandhar division⁠(d), Punjab, India ce deservește zona Amritsar. Aeroportul a fost tranzitat în decembrie 2022 de 240.200 de pasageri.
Situat la o altitudine de 230 m, aeroportul dispune de 1 pistă. Este operat de Airports Authority of India⁠(d).

## Infrastructură

### Piste
Aeroportul dispune de o singură pistă. Pista 16/34 are suprafața de asfalt și dimensiunile 3.658 m × 45 m. 